# Heikel
Heikel är en vittförgrenad finländsk släkt härstammande från gården Heikkilä i byn Oulunsuu, idag en stadsdel i Uleåborg i Finland. Jakob Henriksson Heikkilä  sålde gården 1723 och blev köpman i Uleåborg. Hans barn ändrade namnet till Heikel; tre av sönerna studerade vid Uppsala respektive Åbo universitet. Med tiden blev Heikel en betydande lärdomssläkt i Finland. Grenar av släkten lever även i Sverige och Danmark.
Ett stort antal av släktens medlemmar har under inflytande av fennomanin under 1900-talet förfinskat namnet till Heikinheimo.
Varierande stavningar av namnet har förekommit i äldre tider, som Heickel och Heikell, medan förväxlingar med en annan icke relaterad släkt Heickell även förekommer.
Medlemmar av släkten är bland andra:
- Axel Heikel (1851–1924), finländsk etnograf
- Carl Johan Heikel (1786–1896), finländsk lagman
- Felix Heikel (1844–1921), finländsk ekonom och politiker
- Henrik Heikel (1808–1867), finländsk skolman
- Ivar Heikel (1861–1952), finländsk filolog
- Rosina Heikel (1842–1929), finländsk läkare
- Viktor Heikel (1842–1927), finländsk gymnast
- Yngvar Heikel (1889–1956), finländsk folklivsforskare
- Elsa Ilona Anhava (född Heikinheimo, 1953- ) finländsk gallerist.